# Кулаковська Каріна Леонідівна
Каріна Кулаковська (нар. 02 травня 1988, Вінниця) — граюча тренерка жіночої футбольної команди «Маріуполь». 

## Кар'єра
У 14 років Кулаковська почала грати за вінницькі детячі команди. У 16 років переїхала у Херсон та приєдналася до місцевої професійної команди «Южанка», яку тоді тренували брати Володимир та Олексій Борщенки. 
Каріна виступала на позиції півзахисниці. Гравчиня демонструвала високий рівень гри, багато забивала та з часом стала капітанкою команди. 
У 2008 році Каріна Кулаковська отримала дуже важку травму коліна і не грала майже рік. Гравчиня збиралась навіть закінчувати футбольну кар'єру, але у 2009 році її запросив до себе клуб «Іллічівка», який тоді претендував на призові місця у чемпіонаті України.
У складі маріупольскої команди Кулаковська двічі поспіль виграла бронзовий комплект нагород у сезонах 2009 та 2010 років.
Паралельно з футболом, Кулаковська поєднувала роботу вчителькою у школі. 
У 2015 році клуб «Іллічівка» припинив своє існування через те, що їх було дискваліфіковано з вищої ліги за фінансові маніпуляції керівництва клуба, тому Кулаковська залишилась без клубу. 
За ініциативи однієї з колишніх гравчинь «Іллічівки» Яни Винокурової у Маріуполі було створено нову жіночу команду, а Карина Кулаковська стала граючою головною тренеркою цього новостворенного колективу. 
У сезоні 2018/19 років «Маріуполь» під керівницьтвом Кулаковської став чемпіоном першої ліги. У фінальному матчі за золоті медалі команда здобула впевнену перемогу над ВО ДЮСШ з Вінниці з рахунком 4:0 та отримала право на наступний сезон виступати у вищій лізі чемпіонату України.
Найвищім досягненням в кар'єрі як тренерки для Кулаковської стало п'яте місце серед десяти команд вищої ліги у сезоні 2020/21. У тому ж році її «Маріуполь» вперше в історії дійшов до півфіналу розіграшу Кубка України. 
Під час облоги Маріуполя у 2022 році Каріна Кулаковська разом з іншими дівчатами з команди провела 21 день в оточеному місті. 
З 2022 року команда «Маріуполь» вимушено базується та грає свої домашні матчі в Києві. Через фінансові труднощі та недостатню кількість людей в команді, Кулаковська поновила свої виступи та іноді знову з'являється на полі гравчинею. 
27 липня 2023 року у матчі проти команди «Колос» Кулаковська грала на позиції воротаря, незважаючи на те, що ніколи до цього не була голкіпером. У тому матчі граюча тренерка пропустила вісім м'ячів у свої ворота. Загалом у сезоні команда Кулаковської посіла останнє 12-те місце у вищій лізі та понизилась у класі. 
У грудні 2023 року Каріна Леонідівна Кулаковська отримала тренерську ліцензію А від УЄФА.
Каріна Кулаковська є депутаткою Маріупольської районної ради від політичної партії «Слуга народу».

## Досягнення
Гравчиня
- Вища ліга чемпіонату України

 Бронзовий призер (2): 2009, 2010
Тренерка
- Перша ліга чемпіонату України:

 Чемпіон (1): 2018/19
 Срібний призер (1): 2017
 Бронзовий призер (2): 2017/18, 2024/25